# Villa Nueva (Boliwia)
Villa Nueva – gmina w Boliwii, położone w departamencie Pando.